# 小行星9080
小行星9080（英語：9080 Takayanagi）是一颗围绕太阳公转的小行星。1994年10月2日，圓舘金、渡邊和郎在北见发现了此天体。
这颗小行星的绝对星等为190.7785646807361等。